# Monumento a Robert E. Lee (Richmond)
Il Monumento a Robert E. Lee (Robert E. Lee Monument) è una statua equestre di Richmond, in Virginia, che fu il primo monumento a essere installato nella Monument Avenue nel 1890, e alla fine sarebbe stato anche l'ultimo ad essere rimosso. Prima della sua rimozione, avvenuta l'8 settembre del 2021, il monumento onorava il generale confederato della guerra civile americana Robert Edward Lee, raffigurato a cavallo in cima a una grande base di marmo per un'altezza di 18 metri. Costruita in Francia e trasportata via nave in Virginia, rimase la più grande installazione nella Monument Avenue per oltre un secolo; fu inserita nel National Register of Historic Places nel 2007 e nel Virginia Landmarks Register nel 2006.
Dopo la morte di George Floyd nel 2020, il monumento controverso fu ricoperto di graffiti e molti attivisti chiesero la sua rimozione. Ralph Northam, il governatore della Virginia, ordinò che la statua venisse rimossa il 4 giugno 2020, ma venne bloccato da un tribunale statale che aspettava l'esito della causa civile. Alla fine il tribunale statale si pronunciò a favore di Northam nell'ottobre del 2020, ma la decisione venne sospesa nuovamente in attesa di appello. La corte suprema virginiana ascoltò le discussioni orali nel giugno del 2021, stabilendo il 2 settembre che i patti restrittivi dal 1887 al 1890 non erano più applicabili e che il monumento poteva essere rimosso dallo stato; la scultura in bronzo venne rimossa dal suo piedistallo sei giorni dopo. Il piedistallo vuoto venne smantellato nel febbraio del 2022, e adesso non vi è più alcuna traccia del monumento nel suo sito originario.

## Descrizione

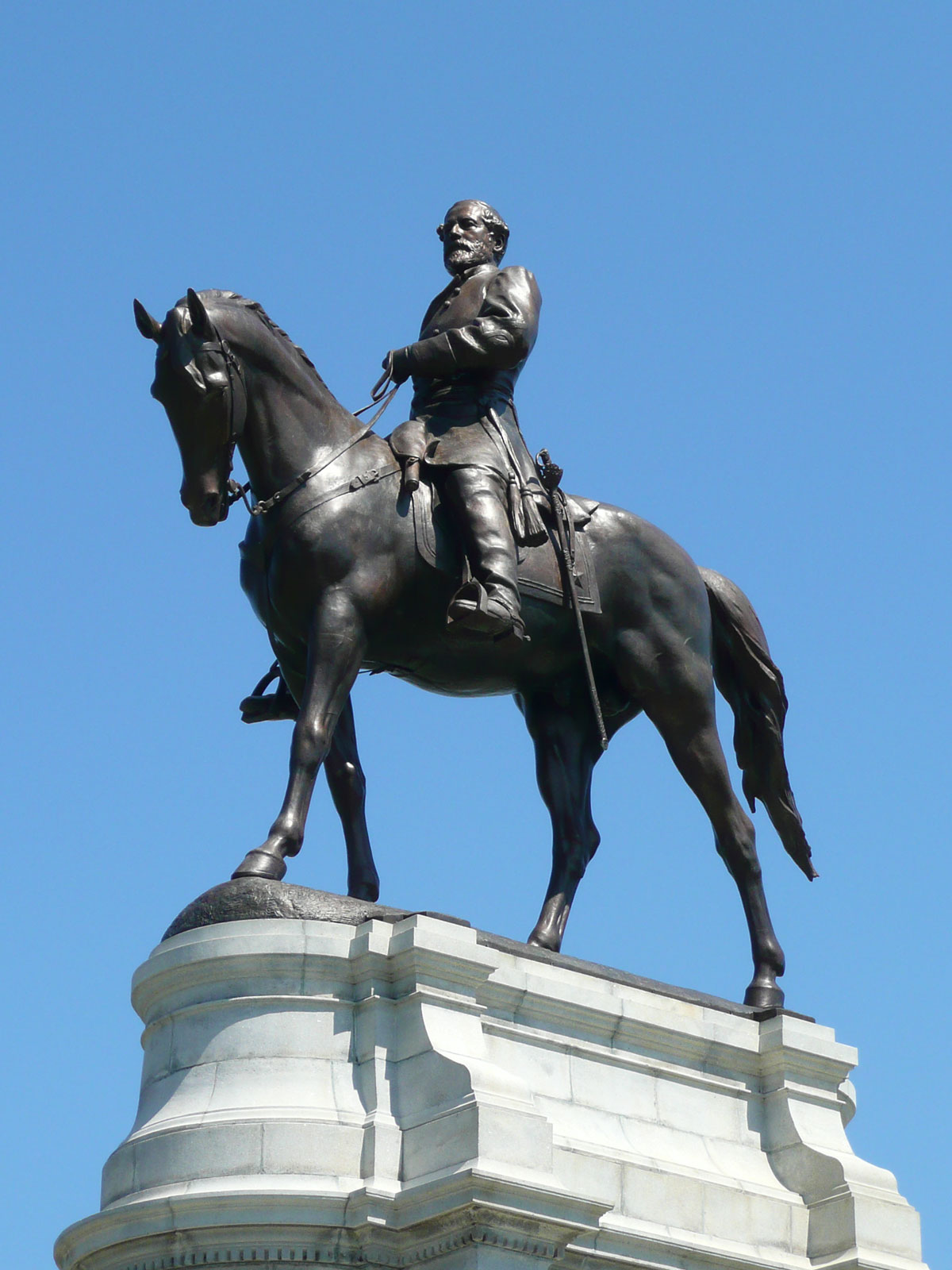
La statua equestre.

La scultura bronzea, scolpita da Antonin Mercié, raffigura il generale confederato Robert Edward Lee a cavallo. Mercié, un amico di Augustus Saint-Gaudens, che probabilmente lo aiutò a garantirsi la commissione, venne scelto per la sua reputazione internazionale. Il cavallo non rappresentava Traveller, il destriero di Robert E. Lee, le cui dimensioni modeste non erano ritenute adatte alla composizione nell'insieme da Mercié. Traveller fu sostituito da un purosangue dall'aspetto più forte. Lee si ergeva per 4,3 metri di altezza sul suo cavallo e l'intera statua era alta 18 metri, inclusa una base di pietra progettata da Paul Pujol. Una capsula del tempo venne incassata nel piedistallo alla base quando il monumento venne innalzato.
Il terreno controllato dallo stato attorno al sito dove sorgeva la statua funge da rotatoria all'incrocio tra la Monument Avenue e l'Allen Avenue (che prende il nome da Otway Allen, l'operatore immobiliare che donò il terreno all'associazione). Il monumento a Lee era un punto centrale per Richmond e, in origine, si trovava vicino all'ingresso principale del Virginia Base Ball Park, dove giocavano i Richmond Virginians.

## Storia

### Antefatti
Durante la guerra, molti statunitensi del Sud vedevano in Lee un eroe di guerra e un maestro stratega. Dopo la morte di Robert E. Lee nel 1870, vennero create varie organizzazioni con l'obiettivo di erigere un monumento a Lee a Richmond. Tra questi c'erano dei sopravvissuti dell'armata della Virginia Settentrionale di Lee, l'Associazione del Monumento a Lee guidata dal generale confederato Jubal Early, e un'associazione simile di stampo femminile. Queste organizzazioni vennero fuse nella Commissione del Monumento a Lee nel 1886, guidata dal nipote di Lee e governatore della Virginia Fitzhugh Lee, e insieme i fondi si unirono raggiungendo i 52.000 dollari.

### Costruzione e inaugurazione
Quando la costruzione del monumento venne portata a termine, l'Associazione del Monumento a Lee virginiana inviò un rappresentante in Francia per dare un'occhiata al lavoro e fornire il pagamento finale di 20.000 dollari. La giornalista Lida McCabe riferì della transazione tra l'uomo d'affari statunitense e lo scultore francese, osservando che la transazione era forzata e inquieta. Il rappresentante dell'Associazione del Monumento sembrava essere poco interessato nel monumento in sé e si occupava semplicemente dei suoi doveri finanziari. Il resoconto di McCabe si focalizzava sulla dedizione che Mercié aveva messo nella scultura. Dopo aver ascoltato Mercié, McCabe scoprì che egli aveva fatto molte ricerche sulla guerra civile e sul generale Lee. McCabe riferì che egli aveva acquistato diversi arredi scenici come selle, staffe, giacche e stivali per assicurarsi che il monumento fosse il più accurato possibile.

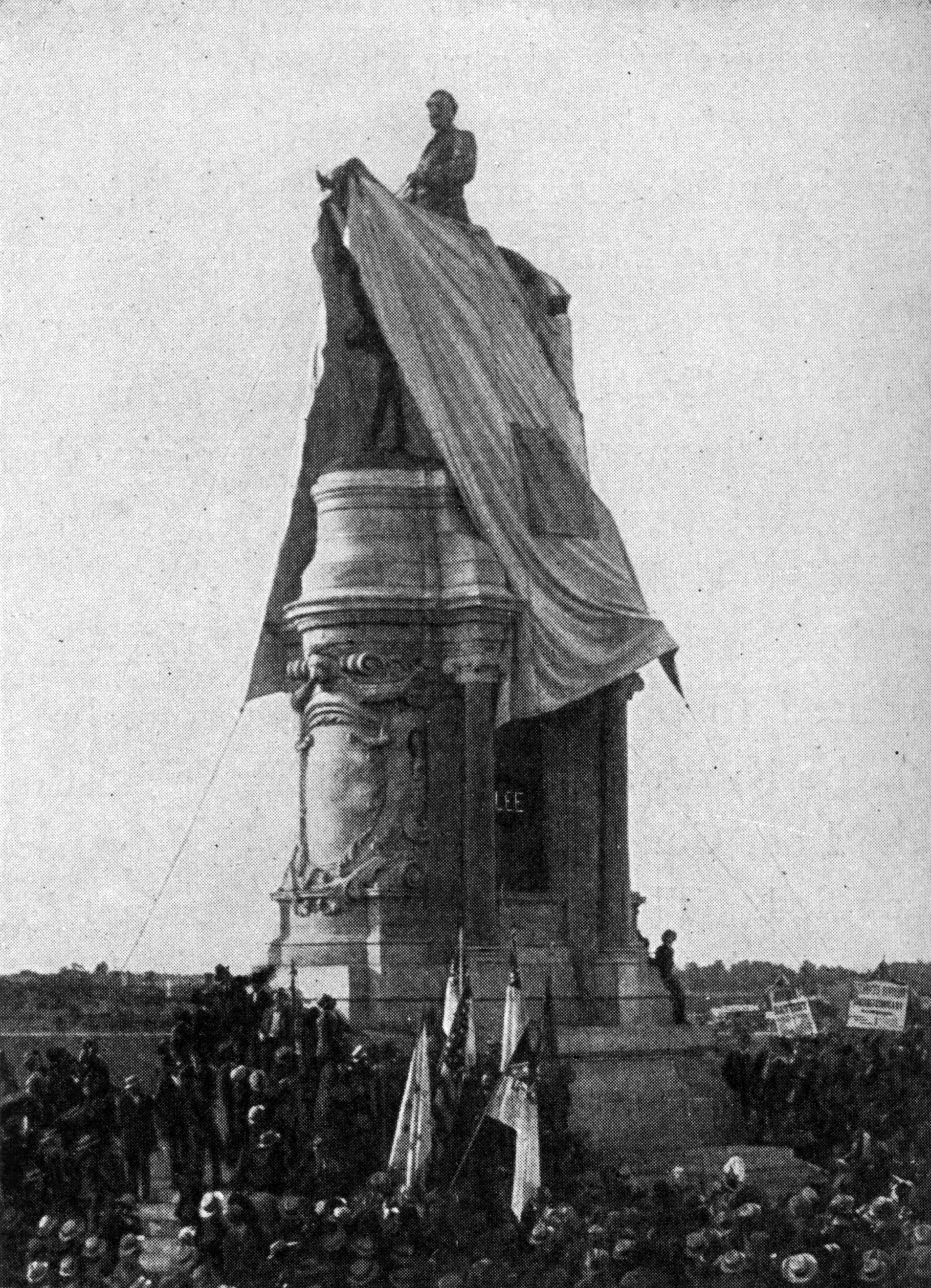
L'inaugurazione del monumento, nel 1890.

La pietra angolare del monumento fu posta il 27 ottobre del 1887. La statua arrivò a Richmond in treno il 4 maggio del 1890. I resoconti nei giornali indicano che 10.000 persone aiutarono a trainare quattro vagoni con i pezzi del monumento. La statua completa fu svelata il 29 maggio del 1890. Due delle figlie di Lee, Mary Custis Lee e Mildred Childe Lee, parteciparono all'inaugurazione.
Il sito nel quale innalzare la scultura era stato offerto inizialmente nel 1886. La città di Richmond annesse il terreno nel 1892, ma a causa dei problemi economici il monumento a Lee rimase solitario per diversi anni nel mezzo di un campo di tabacco prima che lo sviluppo urbano rincominciasse agli inizi del 1900.
Nel 1992, il recinto di ferro attorno al monumento fu rimosso, in parte perché di tanto in tanto gli autisti che non avevano familiarità con le rotatorie andavano a sbattere con la recinzione e portavano a delle riparazioni costose. Dopo che le recinzioni furono smontate, la base di pietra divenne un celebre punto dove prendere il sole. Nel dicembre del 2006, lo stato completò un'ampia pulizia e una riparazione del monumento.
Venne inserito nel National Register of Historic Places nel 2007, nel Virginia Landmarks Register nel 2006, e faceva parte del Monument Avenue Historic District.

### Capsula del tempo
Durante la costruzione del monumento a Lee, una capsula del tempo del 1887 sarebbe stata posta dentro o sotto una delle pietre angolari della base del monumento. Si diceva che la capsula del tempo contenesse all'incirca sessanta oggetti di 30 famiglie e aziende. Una ricerca della capsula alla base del piedistallo, sotto la supervisione statale, si rivelò vana e venne interrotta il 9 settembre del 2021. Tuttavia, tre mesi dopo, il 17 dicembre, delle squadre che stavano smantellando la torre del piedistallo estrassero un blocco da costruzione che sembrava contenere la capsula del tempo in questione. La scatola di piombo recuperata dal blocco conteneva invece dei cimeli dei membri della commissione di pianificazione del monumento che non risalivano a prima del 1889, dopo che la capsula del tempo originale era stata posta. Una scatola di rame contenente una seconda capsula del tempo venne trovata il 28 dicembre sotto la pietra angolare nordorientale del monumento, come previsto. Dentro erano presenti delle banconote, dei libri, delle monete e alcuni cimeli della guerra di secessione.
Il 22 giugno del 2021, il governatore Ralph Northam annunciò di avere intenzione di sostituire la capsula del tempo del 1887 situata nel luogo dove sorgeva il monumento a Lee. Le persone potevano presentare degli oggetti da porre nella nuova capsula del tempo che possedevano o potevano possedere. Il 7 settembre, il governatore Northam annunciò che i nuovi manufatti sarebbero stati posti nella nuova capsula del tempo. Tra i 39 oggetti ce n'erano alcuni provenienti dalla campagna di vaccinazione anti COVID-19, una mascherina personalizzata donata dalla prima donna virginiana Pamela Northam, degli oggetti delle nazioni Mattaponi e Pamunkey, un frammento del telo che aveva coperto la statua Rumors of War nella cerimonia di inaugurazione e la punta di un binario trovato vicino al terreno di sepoltura degli africani di Shockoe Bottom, a Richmond.

## Controversie e rimozione

### Richieste di rimozione

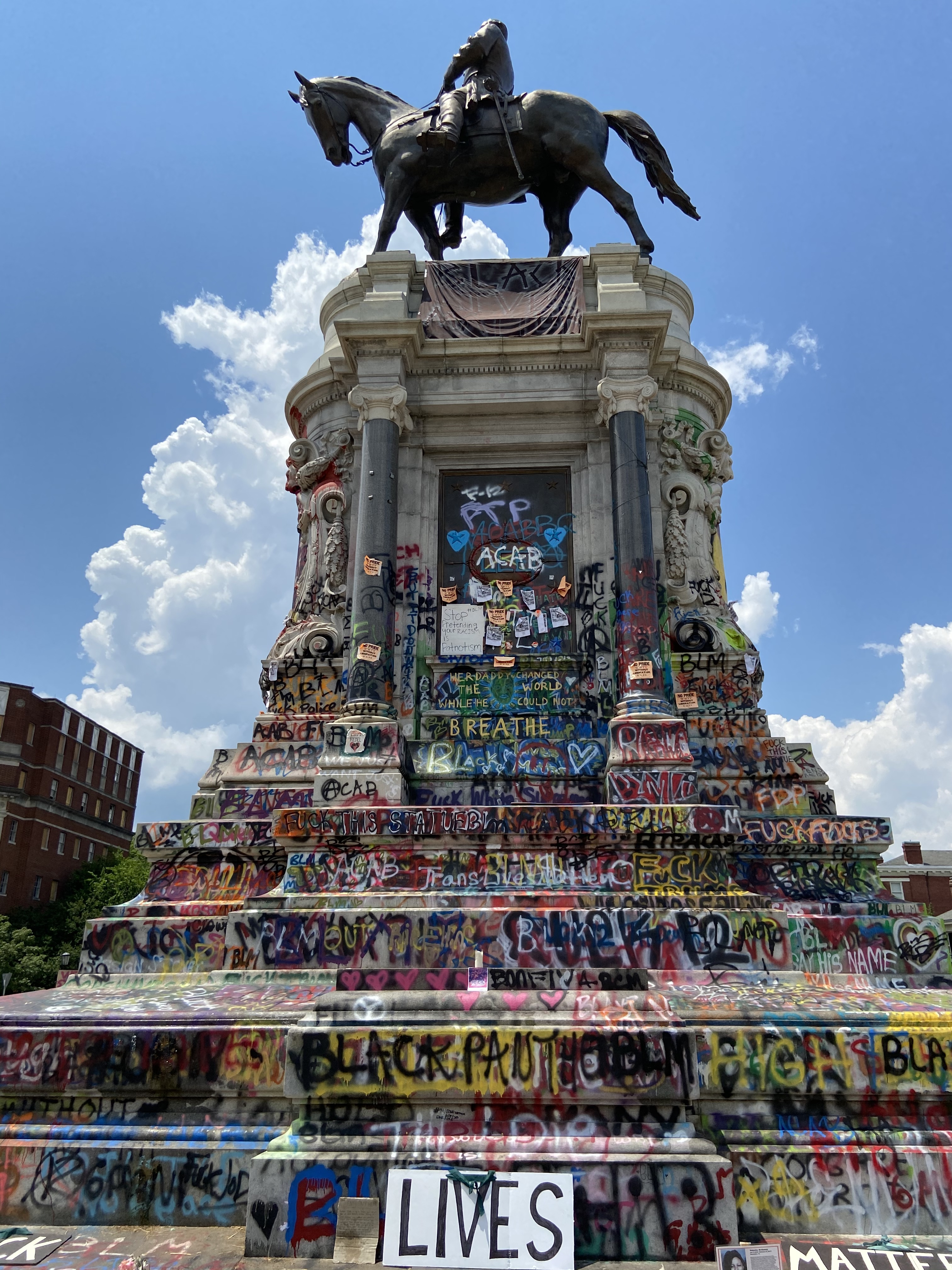
Il monumento coperto di graffiti a causa delle proteste per George Floyd.

Gli storici hanno presentato varie opinioni sul monumento, facendo notare spesso la sua perpetuazione problematica del mito della "causa persa".
Nell'agosto del 2017, dopo le violenze che ebbero luogo alla manifestazione Unite the Right, dei manifestanti chiesero la rimozione della statua di Lee a Charlottesville e di quella a Richmond. Il 4 giugno 2020, il governatore virginiano Ralph Northam annunciò che la statua di Richmond sarebbe stata rimossa in risposta alle proteste che seguirono all'omicidio di George Floyd. L'8 giugno, un giudice della corte giudiziaria di Richmond emise un'ingiunzione temporanea contro la rimozione del monumento, citando un'azione legale intentata da William C. Gregory, secondo il quale il Commonwealth aveva promesso di "custodire fedelmente" e di "proteggere affettuosamente" la statua nel documento che annetteva originariamente la proprietà allo stato. Delle procedure legali successive portarono a un'udienza il 23 luglio, che si concluse senza pronunciarsi sul futuro del monumento. Una nuova ingiunzione di novanta giorni contro la rimozione del monumento ebbe inizio il 3 agosto. Dopo che i residenti nelle vicinanze intentarono una causa per mantenere la scultura al suo posto, l'avvocato generale della Virginia intentò una mozione per archiviare la causa; il giudice del tribunale distrettuale W. Reilly Marchant stabilì il 25 agosto del 2020 che la questione sarebbe passata al processo. Il 19 ottobre il processo si concluse con una decisione sospesa in attesa di appello.
Il 2 settembre 2021, la corte suprema virginiana si pronunciò all'unanimità nei due casi separati affermando il potere del governatore Ralph Northam di ordinare la rimozione della statua da una proprietà appartenente allo stato.

### Proteste

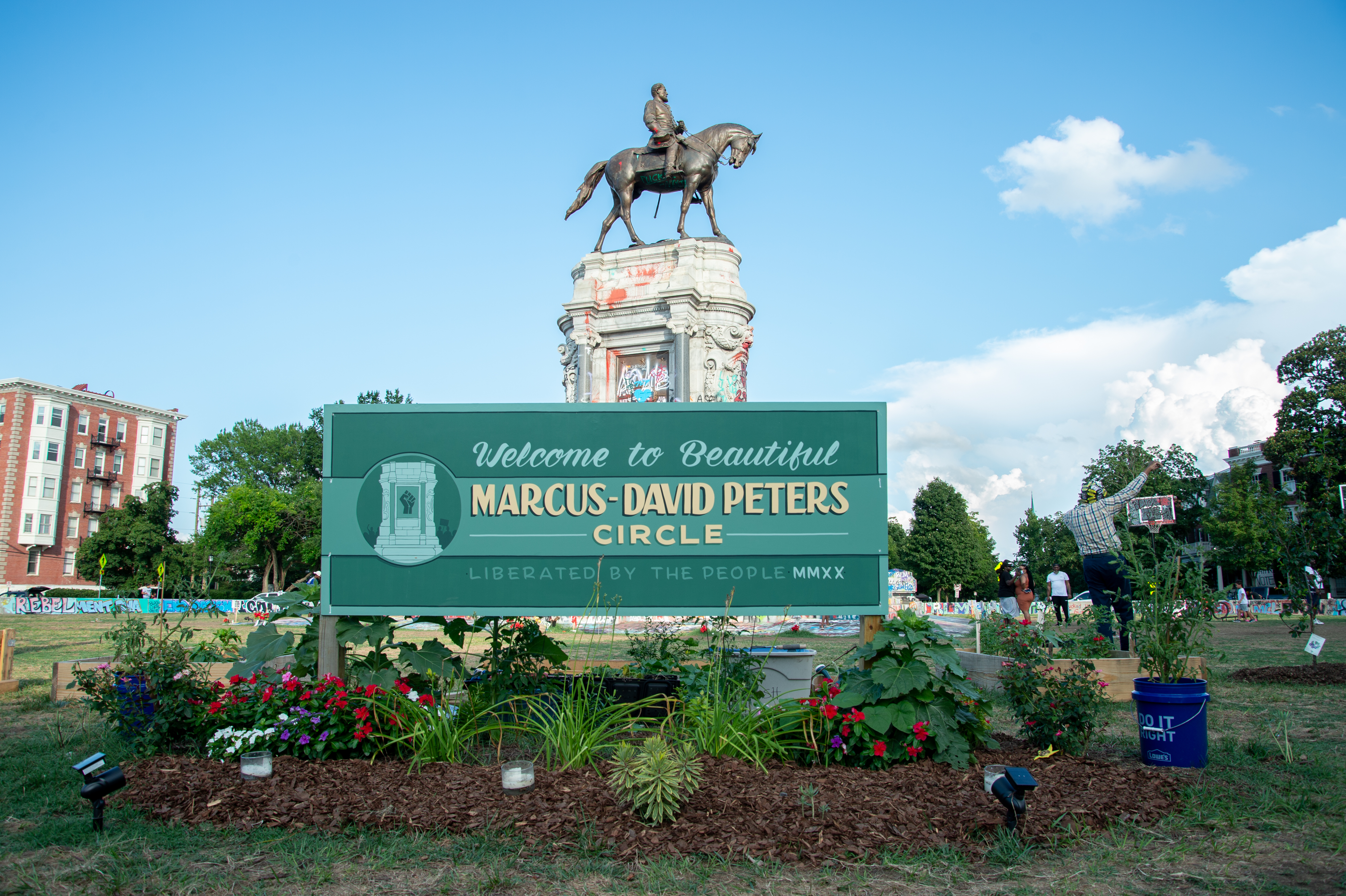
Il "Marcus-David Peters Circle", nell'agosto del 2020.

Dopo le proteste di Black Lives Matter nel giugno del 2020, la rotatoria dove si trovava la statua fu reintitolata non ufficialmente con l'aggiunta di un cartello con la scritta "Benvenuti alla bella Rotatoria Marcus-David Peters, liberata dalla gente 2020" (Welcome to Beautiful Marcus-David Peters Circle, Liberated by the People MMXX): così si ricordava Marcus-David Peters, un nero di Richmond che era stato colpito da un proiettile e ucciso dalla polizia nel 2018. L'area conteneva dei cartelli che raccontavano la storia di Peters e gli obiettivi delle vita che non poté raggiungere a causa della sua morte. Il posto viene usato spesso come luogo di proteste per ricordare tutti coloro che sono morti per la brutalità poliziesca.
Sulla scia delle proteste, il monumento ricoperto di graffiti divenne sempre più un luogo designato per ritrarre le immagini della giustizia razziale e l'emancipazione: dalle ballerine che danzavano alla base del piedistallo alle proiezioni di video di George Floyd, Malcolm X, Angela Davis (e altri) sulla stessa statua. Nell'ottobre del 2020, il monumento ricoperto di graffiti fu giudicato tra le opere d'arte di protesta statunitensi più influenti dalla seconda guerra mondiale secondo il New York Times.

### Rimozione
A seguito di una sentenza della corte suprema dello stato, il Commonwealth della Virginia approvò la rimozione e la statua fu smontata l'8 settembre del 2021, per poi essere messa in deposito.
Il governatore Ralph Northam rilasciò una dichiarazione sulla rimozione del monumento a Lee subito dopo la rimozione:
In effetti, un memoriale sull'emancipazione degli afroamericani fu installato il 22 settembre 2021 sull'isola di Brown, nella stessa città. Il 30 dicembre 2021 fu annunciato il trasferimento della statua di Lee e di altri monumenti nel Black History Museum and Cultural Center of Virginia ("Museo della storia nera e centro culturale della Virginia") e venne approvato unanimemente dal consiglio cittadino di Richmond il mese successivo.
Il piedistallo vuoto fu smantellato nel febbraio del 2020, e la rotatoria oggi è solo una macchia d'erba nuda.